# Fed Cup 2013 – zóna Asie a Oceánie
Zóna Asie a Oceánie Fed Cupu 2013 byla jednou ze tří zón soutěže, kterých se účastnily státy ležící v daných regionech, v tomto případě týmy ze států nacházejících se na asijském kontinentu a v Oceánii. Do soutěže této zóny nastoupilo 18 družstev, z toho sedm účastníků hrálo v 1. skupině a jedenáct pak ve 2. skupině. Součástí herního plánu byly také dvě baráže.

## 1. skupina
- Místo konání: Národní tenisové centrum, Astana, Kazachstán (tvrdý, hala)
- Datum: 6. – 9. února 2013

Sedm týmů bylo rozděleno do dvou bloků A a B, z nichž první měl tři a druhý čtyři účastníky. Vítězové obou bloků se utkaly v zápase o postup do baráže o Světovou skupinu II pro rok 2014. Družstva, která se umístila na posledním místě obou bloků spolu sehrála zápas, z něhož poražený sestoupil do 2. skupiny zóny Asie a Oceánie pro rok 2014. 

### Bloky
|    | Blok A           | KAZ | THA | IND |
| 1. | Kazachstán (2–0) |     | 2–1 | 3–0 |
| 2. | Thajsko (1–1)    | 1–2 |     | 3–0 |
| 3. | Indie (0–2)      | 0–3 | 0–3 |     |

|    | Blok B            | UZB | CHN | TPE | KOR |
| 1. | Uzbekistán (3–0)  |     | 2–1 | 2–1 | 2–1 |
| 2. | Čína (2–1)        | 1–2 |     | 3–0 | 2–1 |
| 3. | Tchaj-wan (1–2)   | 1–2 | 0–3 |     | 3–0 |
| 4. | Jižní Korea (0–3) | 1–2 | 1–2 | 0–3 |     |

### Baráž
| Pořadí        | Vítěz       | Výsledek | Poražený   |
| ------------- | ----------- | -------- | ---------- |
| Postup        | Kazachstán  | 2–1      | Uzbekistán |
| 3. – 4. místo | Thajsko     | 2–1      | Čína       |
| 5. místo      | bez soupeře | –        | Tchaj-wan  |
| Sestup        | Jižní Korea | 3–0      | Indie      |

- Kazachstán postoupil do baráže Světové skupiny II, o účast v ní pro rok 2014,
- Indie sestoupila do 2. skupiny zóny Asie a Oceánie pro rok 2014.

## 2. skupina
- Místo konání: Národní tenisové centrum, Astana, Kazachstán (tvrdý, hala)
- Datum: 4. – 10. února 2013

Jedenáct týmů bylo rozděleno do dvou bloků A a B, z nichž první měl pět a druhý šest účastníků. Vítězné týmy obou bloků se utkaly v baráži o postup do 1. skupiny zóny Asie a Oceánie pro rok 2014. Vítěz zápasu si zajistil postup. Zbylé týmy, které se umístily na stejných místech – druhých, třetích, čtvrtých a pátých příčkách bloků, spolu odehrály vzájemné zápasy o konečnou 3. až 10. pozici ve 2. skupině zóny. Šestý tým bloku B ve skupině obsadil 11. pozici.

### Bloky
|    | Blok A             | HKG | NZL | VIE | TKM | SIN |
| 1. | Hongkong (4–0)     |     | 2–1 | 3–0 | 3–0 | 3–0 |
| 2. | Nový Zéland (3–1)  | 1–2 |     | 3–0 | 3–0 | 3–0 |
| 3. | Vietnam (2–2)      | 0–3 | 0–3 |     | 3–0 | 3–0 |
| 4. | Turkmenistán (1–3) | 0–3 | 0–3 | 0–3 |     | 2–1 |
| 5. | Singapur (0–4)     | 0–3 | 0–3 | 0–3 | 1–2 |     |

|    | Blok B           | INA | PHI | MAS | KGZ | PAK | IRI |
| 1. | Indonésie (5–0)  |     | 3–0 | 3–0 | 3–0 | 3–0 | 3–0 |
| 2. | Filipíny (4–1)   | 0–3 |     | 3–0 | 3–0 | 3–0 | 3–0 |
| 3. | Malajsie (3–2)   | 0–3 | 0–3 |     | 2–1 | 3–0 | 3–0 |
| 4. | Kyrgyzstán (2–3) | 0–3 | 0–3 | 1–2 |     | 2–1 | 3–0 |
| 5. | Pákistán (1–4)   | 0–3 | 0–3 | 0–3 | 1–2 |     | 3–0 |
| 6. | Írán (0–5)       | 0–3 | 0–3 | 0–3 | 0–3 | 0–3 |     |

### Baráž
| Pořadí         | Vítěz        | Výsledek | Poražený   |
| -------------- | ------------ | -------- | ---------- |
| Postup         | Indonésie    | 2–0      | Hongkong   |
| 3. – 4. místo  | Nový Zéland  | 2–0      | Filipíny   |
| 5. – 6. místo  | Vietnam      | 3–0      | Malajsie   |
| 7. – 8. místo  | Turkmenistán | 3–0      | Kyrgyzstán |
| 9. – 10. místo | Singapur     | 3–0      | Pákistán   |
| 11. místo      | bez soupeře  | –        | Írán       |

- Indonésie postoupila do 1. skupiny zóny Asie a Oceánie pro rok 2014.